# Abigail Johnson

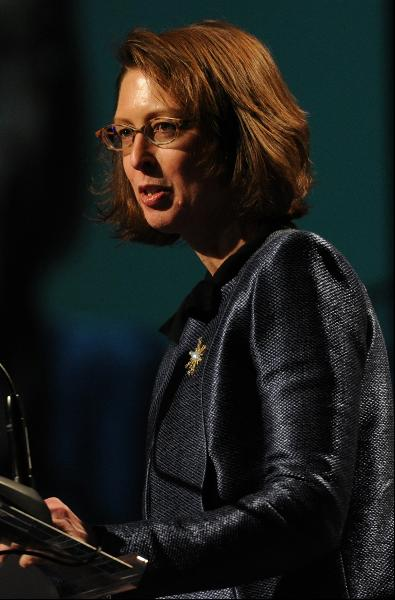
Abigail Johnson là một nữ doanh nhân Mỹ.

Abigail Pierrepont Johnson (sinh ngày 19 tháng 12 năm 1961) là một nữ doanh nhân Mỹ. Kể từ năm 2014, Johnson là chủ tịch và giám đốc điều hành của tập đoàn Mỹ Fidelity Investments (FMR) và đồng chủ tịch công ty chi nhánh quốc tế của Fidelity (FIL). Fidelity được thành lập bởi ông của bà là Edward C. Johnson II. Bố của bà Edward C. "Ned" Johonson III là chủ tịch danh dự của FMR. Vào tháng 3 năm 2013, gia đình Johnson nắm giữ 49% cổ phần công ty, trong đó riêng Johnson nắm giữ 24.5%. 
Tháng 11 năm 2016, Johnson được bổ nhiệm làm chủ tịch Hội đồng danh dự và vẫn giữ chức CEO và chủ tịch tập đoàn, đưa bà lên nắm quyền kiểm soát toàn bộ Fidelity với 45,000 nhân viên trên toàn thế giới. Tài sản của Johnson là khoảng 16,5 tỷ đô la, khiến bà trở thành một trong những phụ nữ giàu nhất thế giới.

## Tiểu sử và sự nghiệp học hành
Johnson tốt nghiêp trường Hobart and William Smith với bằng cử nhân về lịch sử nghệ thuật vào năm 1984. Sau thời gian làm việc ngắn ở vị trí tư vấn tài chính tại Booz Allen Hamilton từ năm 1985-86, Johnson hoàn thành bằng MBA tại trường thương mại Harvard và gia nhập tập đoàn Fidelity— tập đoàn ông nội bà Edward Johnson II thành lập năm 1946 —ở vị trí chuyên gia phân tích tài chính và quản lý danh mục đầu tư năm 1988. Bà được đề cử lên vai trò điều hành trong ban quản lý Fidelity và FMR vào năm 1997 và kể từ đó bà nắm giữ nhiều vị trí trong Ban quản trị lâu năm bên trong FMR, tham gia quản lý mảng dịch vụ tài chính hưu trí Fidelity và quản lý điều hành trong tập đoàn Fidelity Investments.
Bà được bổ nhiệm làm chủ tịch tập đoàn vào tháng 8 năm 2012
Vào tháng 10 năm 2014, Johnson được bổ nhiệm chức vụ phụ trách điều hành của Fidelity Investments.

## Giải thưởng và vinh danh
Johnson là thành viên của Ủy ban Quy chế thị trường vốn. Bà là thành viên Ban quản trị của Hiệp hội Thị trường Tài chính và Công nghiệp chứng khoán (SIFMA). Bà là người phụ nữ đầu tiên và duy nhất làm việc trong Ban của Diễn đàn Dịch vụ Tài chính.
Năm 2016, "Forbes" đánh giá bà là người phụ nữ quyền lực thứ 16 trên thế giới. Năm 2015, bà xếp hạng thứ 19. Năm 2014, bà xếp hạng thứ 34 và bà xếp hạng thứ 7 năm 2017